# Claudia Bokel
Claudia Bokel, född den 30 augusti 1973 i Ter Apel, Nederländerna, är en tysk fäktare som tog OS-silver i damernas lagtävling i värja i samband med de olympiska fäktningstävlingarna 2004 i Aten.